# Nelešovice
Nelešovice é uma comuna checa localizada na região de Olomouc, distrito de Přerov.